# Gran Premi de Gran Bretanya de Motocròs 500cc
|  | Per a altres significats, vegeu «Gran Premi de Gran Bretanya de Motocròs». |

El Gran Premi de Gran Bretanya de Motocròs en la cilindrada de 500cc (en anglès, 500 cc Moto-Cross Grand Prix of Great Britain o, senzillament, 500 cc British Moto-Cross Grand Prix), abreujat GP de Gran Bretanya de 500cc, fou una prova internacional de motocròs que es va celebrar anualment a la Gran Bretanya entre el 1952 i el 2000, és a dir, des de la primera edició del Campionat d'Europa fins a pocs anys abans del final del Campionat del Món d'aquesta cilindrada (el 2004, la històrica categoria dels 500cc fou reconvertida a la ja desapareguda MX3). Anomenat inicialment només "Gran Premi de Gran Bretanya de Motocròs", no fou fins a la segona Copa d'Europa de 250cc, el 1958, quan se'l va començar a conèixer amb l'afegitó de la cilindrada ("Gran Premi de Gran Bretanya de Motocròs de 500cc") per tal de diferenciar-lo del Gran Premi de Gran Bretanya de Motocròs de 250cc, amb el qual convisqué des d'aleshores en circuits i dates separats.
El GP de Gran Bretanya de 500cc era un dels més antics de tots els que es disputaven a l'època i, juntament amb els de Bèlgica i Països Baixos, un dels més emblemàtics de la història del motocròs. Tradicionalment, el GP de Gran Bretanya se celebrava a començaments de juliol i, tot i que amb els anys s'hi varen fer servir un total de sis circuits diferents, els més habituals varen ser els de Farleigh Castle i Hawkstone Park, amb un total de 14 i 22 edicions respectivament. Després de l'edició del 2000, el Gran Premi no es tornà a convocar fins al 2004, però llavors ja amb la nova categoria "reina" del motocròs, MX1. El primer GP de Gran Bretanya de MX3, categoria que substituïa teòricament els 500cc, no se celebrà fins al 2009.

## Edicions
| Circuit         | Població               | Comtat          | Data usual  | De   | A    | Edicions |
| --------------- | ---------------------- | --------------- | ----------- | ---- | ---- | -------- |
| Nympsfield      | Nympsfield             | Gloucestershire | Al setembre | 1952 | 1952 | 1        |
| Brands Hatch    | West Kingsdown         | Kent            | Al juliol   | 1953 | 1953 | 1        |
| Hawkstone Park  | Weston-under-Redcastle | Shropshire      | Al juliol   | 1954 | 1999 | 22       |
| Farleigh Castle | Farleigh Hungerford    | Somerset        | Al juliol   | 1966 | 1989 | 14       |
| Dodington Park  | Dodington              | Gloucestershire | Al juliol   | 1974 | 1976 | 2        |
| Culham          | Culham                 | Oxfordshire     | Al juliol   | 2000 | 2000 | 1        |
| Total           | 6                      |                 |             |      |      | 41       |

## Palmarès
Font:
| Edició  | Any  | Lloc                     | Data              | Guanyador          | Guanyador       |
| ------- | ---- | ------------------------ | ----------------- | ------------------ | --------------- |
| I       | 1952 | Nympsfield               | 12-13 de setembre | Brian Stonebridge  | BSA             |
| II      | 1953 | Brands Hatch             | 4-5 de juliol     | Brian Stonebridge  | BSA             |
| III     | 1954 | Hawkstone Park           | 3-4 de juliol     | Phil Nex           | BSA             |
| IV      | 1955 | Hawkstone Park           | 2-3 de juliol     | Jeff Smith         | BSA             |
| V       | 1956 | Hawkstone Park           | 7-8 de juliol     | Leslie Archer      | Norton          |
| VI      | 1957 | Hawkstone Park           | 6-7 de juliol     | Jeff Smith         | BSA             |
| VII     | 1958 | Hawkstone Park           | 5-6 de juliol     | Lars Gustavsson    | Monark          |
| VIII    | 1959 | Hawkstone Park           | 4-5 de juliol     | Jeff Smith         | BSA             |
| IX      | 1960 | Hawkstone Park           | 2-3 de juliol     | Bill Nilsson       | Husqvarna       |
| X       | 1961 | Hawkstone Park           | 1-2 de juliol     | Dave Curtis        | Matchless       |
| XI      | 1962 | Hawkstone Park           | 30j-1 de juliol   | Rolf Tibblin       | Husqvarna       |
| XII     | 1963 | Hawkstone Park           | 6-7 de juliol     | Jeff Smith         | BSA             |
|         | 1964 | No es disputà            | No es disputà     | No es disputà      | No es disputà   |
| XIII    | 1965 | Hawkstone Park           | 3-4 de juliol     | Jeff Smith         | BSA             |
| XIV     | 1966 | Farleigh Castle          | 2-3 de juliol     | Don Rickman        | Métisse Triumph |
| XV      | 1967 | Farleigh Castle          | 29-30 de juliol   | Paul Friedrichs    | ČZ              |
| XVI     | 1968 | Farleigh Castle          | 6-7 de juliol     | Vic Eastwood       | Husqvarna       |
|         |      | 1969-1970: No es disputà |                   |                    |                 |
| XVII    | 1971 | Farleigh Castle          | 10-11 de juliol   | Åke Jonsson        | Maico           |
| XVIII   | 1972 | Farleigh Castle          | 8-9 de juliol     | Roger De Coster    | Suzuki          |
|         | 1973 | No es disputà            | No es disputà     | No es disputà      | No es disputà   |
| XIX     | 1974 | Dodington Park           | 6-7 de juliol     | Jaak Van Velthoven | Yamaha          |
| XX      | 1975 | Hawkstone Park           | 5-6 de juliol     | Gerrit Wolsink     | Suzuki          |
| XXI     | 1976 | Dodington Park           | 3-4 de juliol     | Roger De Coster    | Suzuki          |
| XXII    | 1977 | Farleigh Castle          | 2-3 de juliol     | Brad Lackey        | Honda           |
| XXIII   | 1978 | Farleigh Castle          | 1-2 de juliol     | Brad Lackey        | Honda           |
| XXIV    | 1979 | Farleigh Castle          | 30j-1 de juliol   | Graham Noyce       | Honda           |
|         | 1980 | No es disputà            | No es disputà     | No es disputà      | No es disputà   |
| XXV     | 1981 | Farleigh Castle          | 4-5 de juliol     | Håkan Carlqvist    | Yamaha          |
| XXVI    | 1982 | Farleigh Castle          | 3-4 de juliol     | André Vromans      | Suzuki          |
| XXVII   | 1983 | Farleigh Castle          | 22-23 de juliol   | Håkan Carlqvist    | Yamaha          |
| XXVIII  | 1984 | Hawkstone Park           | 20-21 de juliol   | Dave Thorpe        | Honda           |
| XXIX    | 1985 | Farleigh Castle          | 13-14 de juliol   | André Malherbe     | Honda           |
| XXX     | 1986 | Hawkstone Park           | 12-13 de juliol   | Eric Geboers       | Honda           |
| XXXI    | 1987 | Farleigh Castle          | 11-12 de juliol   | Georges Jobé       | Honda           |
| XXXII   | 1988 | Hawkstone Park           | 9-10 de juliol    | Dave Thorpe        | Honda           |
| XXXIII  | 1989 | Farleigh Castle          | 29-30 de juliol   | Dave Thorpe        | Honda           |
| XXXIV   | 1990 | Hawkstone Park           | 7-8 de juliol     | Eric Geboers       | Honda           |
| XXXV    | 1991 | Hawkstone Park           | 6-7 de juliol     | Dirk Geukens       | Honda           |
| XXXVI   | 1992 | Hawkstone Park           | 4-5 de juliol     | Billy Liles        | Honda           |
| XXXVII  | 1993 | Hawkstone Park           | 3-4 d'abril       | Jorgen Nilsson     | Honda           |
| XXXVIII | 1994 | Hawkstone Park           | 14-15 de maig     | Jacky Martens      | Husqvarna       |
|         |      | 1995-1996: No es disputà |                   |                    |                 |
| XXXIX   | 1997 | Hawkstone Park           | 5-6 de juliol     | Joël Smets         | Husaberg        |
|         | 1998 | No es disputà            | No es disputà     | No es disputà      | No es disputà   |
| XL      | 1999 | Hawkstone Park           | 10-11 de juliol   | Peter Johansson    | KTM             |
| XLI     | 2000 | Culham                   | 8-9 de juliol     | Joël Smets         | KTM             |

## Estadístiques
S'han considerat tots els resultats compresos entre el 1952 i el 2000.

### Guanyadors múltiples
| Pilot             | Victòries |
| ----------------- | --------- |
| Jeff Smith        | 5         |
| Dave Thorpe       | 3         |
| Brian Stonebridge | 2         |
| Eric Geboers      | 2         |
| Joël Smets        | 2         |
| Roger De Coster   | 2         |
| Håkan Carlqvist   | 2         |
| Brad Lackey       | 2         |

### Victòries per país
| País          | Victòries |
| ------------- | --------- |
| Regne Unit    | 16        |
| Bèlgica       | 12        |
| Suècia        | 8         |
| Estats Units  | 3         |
| Països Baixos | 1         |
| RDA           | 1         |
| Total         | 41        |

### Victòries per marca
| Marca           | Victòries |
| --------------- | --------- |
| Honda           | 13        |
| BSA             | 8         |
| Husqvarna       | 4         |
| Suzuki          | 4         |
| Yamaha          | 3         |
| KTM             | 2         |
| ČZ              | 1         |
| Husaberg        | 1         |
| Maico           | 1         |
| Matchless       | 1         |
| Monark          | 1         |
| Métisse Triumph | 1         |
| Norton          | 1         |
| Total           | 41        |